# Espoir FC (Benin)
Espoir FC je beninský fotbalový klub založený roku 1959 ve městě Savalou. Hrají na stadionu Municipal de Savalou s kapacitou 5 000 míst ligu Benin Pro Ligue (Ligue 1). Patří mezi 5 nejlepších v lize. Hlavním rivalem klubu je Soleil FC, i když je to pouze městské derby.